# Jacques Desclais
Jacques Desclais est un homme politique français né le 4 avril 1801 à Caen (Calvados) et mort le 28 février 1870 à Caen.
Ordonné prêtre en 1825, il est curé de Cresserons en 1830. Il est député du Calvados de 1848 à 1849, siégeant avec les républicains modérés.

## Sources
- « Jacques Desclais », dans Adolphe Robert et Gaston Cougny, Dictionnaire des parlementaires français, Edgar Bourloton, 1889-1891 [détail de l’édition]